# Serviço Nacional de Aprendizagem Industrial
Serviço Nacional de Aprendizagem Industrial (kurz: SENAI, deutsch „nationaler Ausbildungsdienst für die Industrielehre“) ist eine private brasilianische Institution des öffentlichen Interesses mit Hauptsitz in Brasília (vormals in Rio de Janeiro).

## Geschichte
Der SENAI wurde 1942 gegründet. Die Regierung Getúlio Vargas verpflichtete die brasilianischen Industrieunternehmen per Gesetz, ein Prozent der von ihnen gezahlten Lohngelder an den SENAI abzuführen, um dessen Berufsbildungszentren zu finanzieren. In dieser Form besteht das System bis heute.

## Aufgaben
SENAI bietet berufsausbildende Kurse industrieller Art. Dabei ist er die einzige Organisation, die flächendeckend Kurse anbietet, die am ehesten mit der deutschen gewerblichen Berufsausbildung vergleichbar sind, allerdings oft deutlich kürzer. Auch finden meist sowohl Theorie als auch Praxis in den Berufsbildungszentren statt, während in Deutschland eine Dualität von praktischer Ausbildung im Betrieb und theoretischer Ausbildung in der Berufsschule existiert („Duales System“). Außerdem bietet der SENAI berufliche Weiterbildung und kooperiert mit den Hochschulen bei der akademischen Ausbildung im Industriebereich.
Die Organisation darf keinen Gewinn machen. Das Gleiche gilt für den Serviço Nacional de Aprendizagem Rural, der für die berufliche Ausbildung im Landwirtschaftsbereich zuständig ist, und den Serviço Nacional de Aprendizagem Comercial, bei dem die gewerbliche Ausbildung in Dienstleistungsberufen stattfindet.
Es gibt landesweit 809 Niederlassungen. Bis heute wurden dort mehr als 55 Millionen Ausbildungen abgeschlossen. Aktuell werden von 2.500.000 Schülern ca. 3.000 Kurse in 28 industriellen Berufsfeldern besucht (Stand: 2012).